# Lavinia Miloşovici
Lavinia Corina Miloşovici o Lavinija Milošević (en serbocroat: Лавинија Милошевић) (Lugoj, Romania 1976) és una gimnasta artística romanesa, ja retirada, guanyadora de sis medalles olímpiques i tretze medalles mundialistes.
Considerada una de les millors gimnastes de la dècada del 1990, és, juntament amb Larissa Latínina i Věra Čáslavská, l'única gimnasta en aconseguir com a mínim el títol olímpic o mundial en els quatre elements gimnàstics femenins.

## Biografia
Va néixer el 21 d'octubre de 1976 a la ciutat de Lugoj, població situada a la província de Timiş, que en aquells moments formava part de la República Popular de Romania i que avui dia forma part de Romania, en una família d'origen serbi.

## Carrera esportiva
S'inicià en la gimnàstica als sis anys i poc després es va traslladar al Centre Nacional d'Entrenament de Deva.
Destacà internacionalment en el Campionat del Món de gimnàstica artística realitzat l'any 1991 a Indianapolis, on va aconseguir guanyar als 14 anys la medalla d'or en la prova de salt sobre cavall, a més de guanyar la medalla de bronze en la prova per equips i en la barra d'equilibris.
En els Jocs Olímpics d'Estiu de 1992 celebrats a Barcelona (Catalunya) aconseguí guanyar la medalla d'or en la prova d'exercici de terra (on aconseguí una nota de 10) i de salt sobre cavall, en aquesta ocasió empatada amb l'hongaresa Henrietta Ónodi, així com la medalla de plata en la prova per equips i la medalla de bronze en la prova individual, empatada amb la seva companya Simona Amânar i per darrere de la també romanesa Gina Gogean (segona) i la ucraïnesa Lilia Podkopayeva (primera). En aquests Jocs guanyà sengles diplomes olímpics en les proves de barres asimètriques, en finalitzar quarta, i barra d'equilibris, en finalitzar vuitena.
En els Jocs Olímpics d'Estiu de 1996 realitzats a Atlanta (Estats Units) aconseguí guanyar la medalla de bronze en les proves individual i per equips, esdevenint vuitena com a resultat més destacat en la prova de barres asimètriques. La seva medalla en la competició individual la convertí en la setena gimnasta en aconseguir guanyar dues medalles en la competició individual per darrere de Larissa Latínina, Sofia Muràtova, Polina Astàkhova, Věra Čáslavská, Liudmila Turíxtxeva i Nadia Comăneci.
Al llarg de la seva carrera ha guanyat tretze medalles en el Campionat del Món de gimnàstica artística, entre elles cinc medalles d'or, i set medalles en el Campionat d'Europa de l'especialitat.
El 2011 fou inclosa a l'International Gymnastics Hall of Fame.